# З'їзд (гірнича виробка)

Спіральний автомобільний з'їзд (рампа) на шахті "Сан-Хосе"

З'їзд (рампа) — в гірничій справі — відкрита або підземна розкривна капітальна або тимчасова гірнича виробка, призначена для забезпечення вантажотранспортного зв'язку одного робочого горизонту з іншим.
Відкритий з'їзд зазвичай має вигляд напівтраншеї або насипу змінного перетину. На рудниках застосовують спіральні з'їзди для забезпечення автомобільного транспортного зв'язку глибоких горизонтів з іншими горизонтами та з поверхнею.
За формою траси транспортних комунікацій і умовами експлуатації з'їзди поділяють на спіральні, петлеподібні, тупикові та інші. Самостійно з'їзди різних типів застосовують відносно рідко, на кар'єрах частіше зустрічаються їх комбінації.